# 新兴教会运动
新兴教会运动（Emerging church），是20世纪末至21世纪初北美与英国兴起的一股基督教改革风潮。
倡导者们认为二十一世纪是后现代主义下的时代，基督教过去四百多年来的教会形式已经无法适应时代所需，因此迫切需要如马丁·路德般进行第二次宗教改革。该运动的最大特点就是打破了二千年来的一切教会框框，教会没有固定组织结构，没有固定聚会场所和时间，甚至有些教会连名字都没有，只强调信徒的参与，看重人与人之间的关系。同时教会若想赢得更多信徒，就得主动适应和掌握新世纪的文化并加以改造。